# Harz (powiat Getynga)
Harz - obszar wolny administracyjnie (gemeindefreies Gebiet) w Niemczech w kraju związkowym Dolna Saksonia, w powiecie Getynga. Do 31 października 2016 należał do powiatu Osterode am Harz. Teren jest niezamieszkany.  